# Тлъстига
Тлъстига (Sedum), още седум, е голям род покритосеменни растения от семейство Дебелецови (Crassulaceae). Родът включва около 400 вида сукулентни растения, повечето от които разпространени в северното полукълбо. Това са едногодишни треви и ниски храсти, издръжливи на сух климат. Цветовете се характеризират с пет венчелистчета, рядко шест или седем. Обикновено има двойно повече тичинки, отколкото венчелисчета.
По-разпространените европейски видове от рода са Sedum acre, Sedum album, Sedum reflexum и Sedum hispanicum.

## Галерия
- Sedum reflexum
- Sedum rupestre
- Sedum acre
- Sedum caeruleum
- Sedum Hispanicum
- Sedum album
- Sedum album
- Sedum dasyphyllum